# 李永贵
李永贵，中国演员，总政话剧团的演员。常在一些喜剧中出演配角，代表作《西游记》的广智和尚（观音院欲谋杀唐僧师徒），《走向共和》的李莲英。

## 电视剧作品
| 劇名           | 角色     |
| 《西游记》     | 广智和尚 |
| 《台湾海峡》   | 龙七     |
| 《一手托两家》 |          |
| 《皇城旅店》   |          |
| 《党员马大姐》 |          |
| 《大宋提刑官》 | 楼员外   |
| 《玉碎》       | 刘宝勋   |
| 《东北一家人》 | 马大脑袋 |
| 《走向共和》   | 李莲英   |
| 《大风歌》     | 陆贾     |

1. ↑  . 豆瓣电影. 2022-11-24  [https://movie.douban.com/celebrity/1373051/%5D. （原始内容存档于2022-03-19） （中文）.